# Paul Manuce
Paul Manuce (en italien : Paolo Manuzio, en latin : Paulus Manutius), né le 12 juin 1512 à Venise (République de Venise) et mort le  6 avril 1574  à Rome (États pontificaux), est un imprimeur et humaniste vénitien, fils d’Alde Manuce l'Ancien et père d'Alde Manuce le Jeune.

## Biographie
Né à Venise en 1512, il resta après la mort de son père sous la tutelle d’Andrea Torresano, son aïeul. Il passa une partie de son enfance à Asola, et sa première éducation fut assez négligée ; mais, à son retour à Venise, les vieux amis de son père lui facilitèrent les moyens de satisfaire son goût pour l’étude. Son application excessive altéra sa santé, naturellement délicate, au point que les médecins lui interdirent toute lecture. A peine était-il rétabli, que des chagrins domestiques vinrent le distraire de ses occupations favorites. Andrea Torresano mourut en 1529, et le partage de sa succession excita de très-vifs débats entre ses fils et ceux d’Alde. Paul signa enfin un traité avec ses oncles, au moyen duquel il resta le chef des Presses aldines, qui furent rouvertes en 1533.
A l’exemple de son père, il accueillit les savants et s’aida de leurs conseils ; il publia de nouvelles éditions, particulièrement des classiques latins, beaucoup plus correctes que les précédentes, et les enrichit de préfaces, de notes excellentes et d’index, dont on commençait à sentir l’utilité. Passionné pour les ouvrages de Cicéron, qu’il lisait et relisait sans cesse, afin de former son style, il donna une réimpression soignée de ses Traités oratoires et de ses Lettres aux familiers, qui fut suivie de l’édition complète des œuvres de ce prince de l’éloquence latine. De nouvelles tracasseries qu’il eut à essuyer de la part de ses oncles l’obligèrent de suspendre ses travaux en 1538 ; il employa une partie de cette année à visiter les anciennes bibliothèques de Toscane et du Milanais. La société qu’il avait contractée avec les Torresani fut enfin rompue ; l’imprimerie fut rouverte en 1540, sous le nom des fils d’Alde, et recommença depuis cette époque à reprendre son antique splendeur.
Paul Manuce se maria en 1546 ; les soins qu’il devait à son épouse et à sa jeune famille ne ralentirent point son ardeur pour l’étude. Des maladies fréquentes causées par un travail excessif, ou par la gêne qu’éprouvait son commerce, purent seules le distraire de ses occupations habituelles. Le peu d’encouragement qu’il trouvait à Venise lui fit naître l’idée de transporter ailleurs son atelier. Accueilli avec distinction dans deux voyages qu’il avait faits à Rome en 1535 et 1543, il se persuada qu’il y trouverait des secours plus abondants ; mais tout projet de changement fut ajourné par l’érection de l’Accademia Veneziana (it), que le sénateur Federico Badoer fonda en 1558, à peu près sur le même plan adopté pour l’Institut de France.
Paul Manuce fut nommé professeur d’éloquence et directeur de l’imprimerie de l’académie. Mais cet établissement magnifique, dont on attendait les résultats les plus avantageux, ne subsista que jusqu’en 1561. P. Manuce reçut presque dans le même temps une lettre du cardinal Seripando, qui l’invitait de la manière la plus pressante à s’établir à Rome, pour surveiller l’impression des ouvrages des Pères de l'Église. Après quelques jours d’hésitation, il accepta les offres qu’on lui faisait, et se rendit à Rome, où il ne tarda pas de faire venir sa famille.
La nouvelle imprimerie fut placée au Capitole (in ædibus populi romani) ; et le premier ouvrage qui en sortit est un petit traité du cardinal Pole : De concilio et reformatione Angliæ, daté de 1562. Après la mort de Paul IV, le traitement que recevait Manuce cessa de lui être payé ; le chagrin qu’il en ressentit altéra sa santé déjà chancelante, et il revint à Venise vers la fin de 1570, plus pauvre et plus malheureux que quand il en était parti. Il alla chercher à la campagne le repos et les distractions dont il avait besoin ; et dans l’automne de l’année 1571, il visita Gênes, Reggio, Milan, travaillant par intervalles à son Commentaire sur les Oraisons de Cicéron.
En 1572, il voulut revoir sa fille qu’il avait laissée à Rome, dans un couvent ; il se proposait de n’y passer que quelques semaines ; mais les libéralités du pape Grégoire XIII surent le retenir dans cette ville. Tranquille désormais sur le sort de sa famille, il allait terminer les ouvrages qu’il méditait depuis longtemps, lorsque l’affaiblissement de sa santé le força de renoncer à toute espèce d’occupation ; enfin, après avoir langui plusieurs mois, il mourut le 6 avril 1574, et fut inhumé dans l’église des Dominicains de la Minerve, sans inscription. Son fils Alde le Jeune fait fonctionner la maison d’imprimerie vénitienne après le départ de son père.

## Œuvres
Paul Manuce est un humaniste, éditeur lui-même des textes de l'Antiquité et auteurs d'études sur l'histoire antique. Il est un spécialiste de Cicéron, dont il édite et réédite les textes, parfois accompagnés de ses propres commentaires. Son premier livre, en 1533, est sa propre édition des Lettres à Atticus de Cicéron. Il travaille aussi avec de nombreux érudits dont :
- Federico Commandino, qui révise pour lui l'édition Grynæus du texte grec du Planisphæra de Ptolémée (1538) et les œuvres d'Archimède compilées chez Herwagen par l'humaniste Thomas Gechauff dit Venatorius (1544). Ces traductions, avec celles, contemporaines, de Niccolò Tartaglia (pour Archimède et Jordanus Nemorarius), marquent véritablement la renaissance des mathématiques dans la péninsule italienne ;
- Marc-Antoine Muret, dont il imprime divers livres, comme le commentaire aux œuvres de Térence.

Quoique pendant les dernières années de sa vie ses presses à eussent commencé à déchoir, P. Manuce, comme imprimeur et éditeur, est l’égal de son illustre père ; et ses ouvrages le mettent au rang des meilleurs critiques et des écrivains les plus polis de son siècle. On a de lui :
- Epistolarum libri XII, Præfationes, etc., Venise, 1580, in-8°. Cette édition est la première complète.
- Lettere volgari divise in quattro libri, ibid., 1560, in-8°, 2e édition, la plus belle et la plus complète de ce recueil.
- De gli elementi e di loro notabili effetti, ibid., 1557, in-4°. Cet ouvrage prouve que Manuce était un mauvais physicien, même pour le temps où il vivait.
- Antiquitatum romanarum liber de legibus, ibid., 1557, in-fol.[2] ; 1559, 1569 in-8°, avec un index plus ample.
- Liber de senatu romano, ibid., 1581, in-4° ; De comitiis romanorum, Bologne, 1585, in-fol. ; De civitate romana, Rome, 1585, in-4°. Ces quatre traités ont été insérés dans le Thesaur. Antiq. Roman., de Grævius, t. 1er et 2. P. Manuce a traduit en latin les Philippiques de Démosthène, Venise, 1549, 1552, in-4° ; et il a publié des Commentaires très estimés sur les Lettres familières de Cicéron, les Lettres à Atticus, à Brutus et à Quintus, et les Oraisons, ainsi que des Scolies sur les Livres oratoires et les Livres philosophiques. Le P. Lazzeri a recueilli, avec une exactitude minutieuse et quelquefois fatigante, tous les détails qu’il a pu rassembler sur Paul Manuce dans les prolégomènes de son recueil de lettres, intitulé Miscellanea ex Mss. libris bibliothecæ collegii Romani, Rome, 1754-57, 2 vol. in 8°.

## Sources imprimées

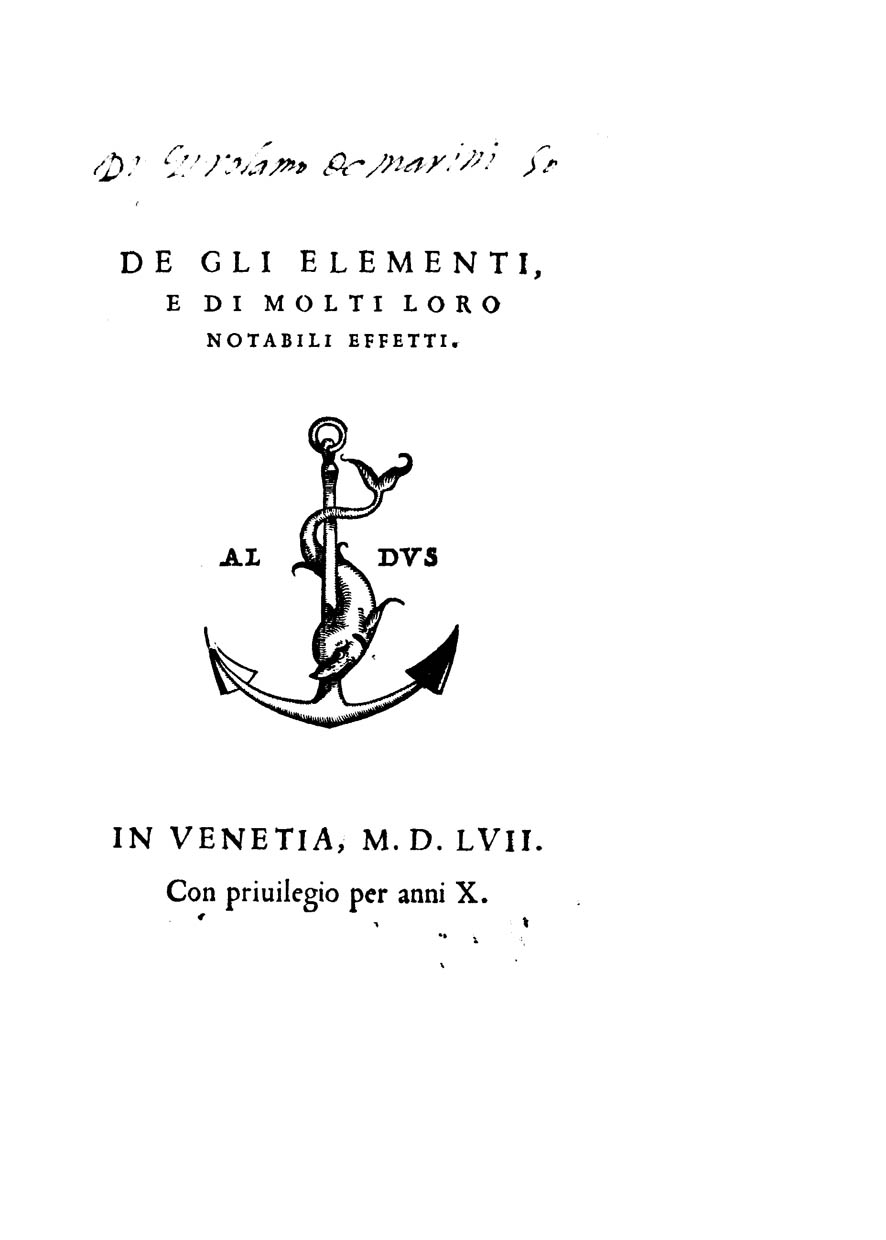
De gli elementi e di molti loro notabili effetti, 1557

- Antiquitatum romanarum Pauli Manutii libri duo, unus De legibus, alter De senatu, Venise, Paolo Manuzio, 1557, Cologne, Walther Fabricius et Johann Gymnicus, 1570. — L'édition en ligne est celle de Cologne, 1582.
- Epistolarvm libri V. Quincto numper addito. Eiusdem quæ præfationes appellantur, Venise, Paolo Manuzio, 1561.
- Pauli Manutii epistolarum libri XII. uno nuper addito. Eiusdem quae præfationes appellantur, Venise, Apud Hieronymum Polum, 1582.
- Adagia Optimorum Vtrivsque Linguae Scriptorum Omnia, Qvæcvnqve Ad Hanc Vsqve diem exierunt / Pavli Manvti stvdio, Cornelius Sutor, Lazare Zetzner, 1603

## Correspondance
- Lettere di Paolo Manuzio, Paris, Jules Renouard, 1834